# Ronde van Italië 2017

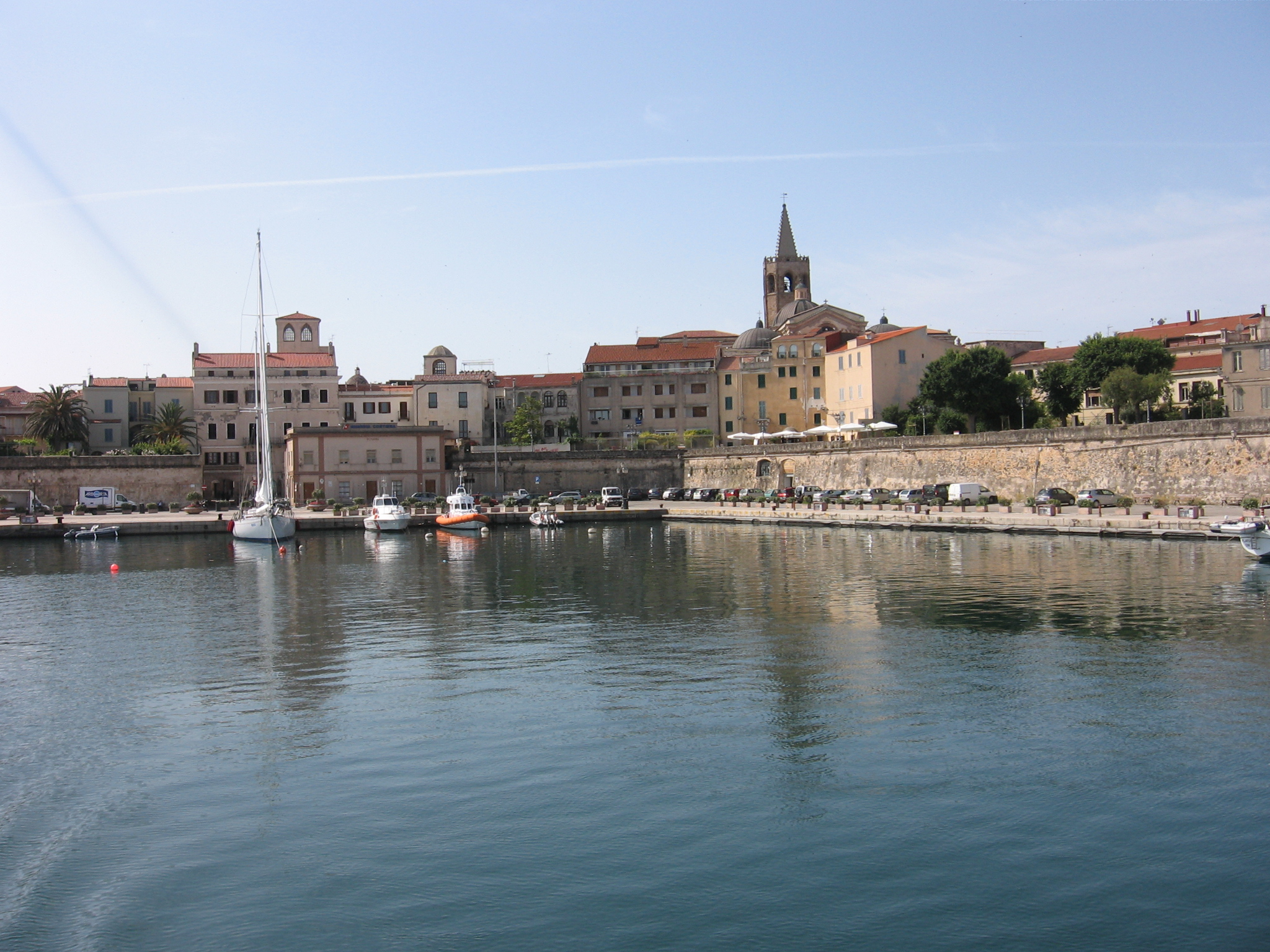
Alghero, startplaats van deze Giro

De 100ste editie van de Ronde van Italië vond plaats tussen 5 mei en 28 mei 2017. Deze jubileumeditie startte in Alghero, op het eiland Sardinië, en eindigde in Milaan. De Giro werd voor het eerst in de geschiedenis gewonnen door een Nederlandse man, Tom Dumoulin. De Colombiaan Nairo Quintana werd tweede en titelverdediger Vincenzo Nibali eindigde op de derde plaats.

## Aanloop
In de aanloop naar deze editie ontstond ophef over de aankondiging van een klassement voor de beste daler. Er was een tiental afdalingen aangewezen waarbij de daaltijd van alle renners bijgehouden zou worden. De snelste vijf renners zouden punten krijgen en de winnaar zou de renner met het meeste punten in totaal zijn. Na geschrokken reacties en protesten waarbij gewezen werd op levensgevaarlijke situaties en de veiligheid die in het geding zou komen, zag de organisator af van dit klassement.

## Deelnemende ploegen
| 18 UCI World Tour-ploegen | 18 UCI World Tour-ploegen | 18 UCI World Tour-ploegen | 4 wildcards                   |
| ------------------------- | ------------------------- | ------------------------- | ----------------------------- |
| AG2R La Mondiale          | Dimension Data            | Orica-Scott               | Bardiani CSF                  |
| Astana                    | FDJ                       | Quick-Step Floors         | CCC Sprandi Polkowice         |
| Bahrein-Merida PCT        | Katjoesja Alpecin         | Sky                       | Gazprom-RusVelo               |
| BMC Racing Team           | LottoNL-Jumbo             | Sunweb                    | Wilier Triestina-Selle Italia |
| BORA-hansgrohe            | Lotto Soudal              | Trek-Segafredo            |                               |
| Cannondale-Drapac         | Movistar                  | UAE Team Emirates         |                               |
|                           |                           |                           |                               |
|                           |                           |                           |                               |

Astana startte niet met negen, maar met slechts acht renners, ter ere van de in de aanloop naar de Giro verongelukte kopman, Michele Scarponi.

## Doping
Voor de start van de Ronde van Italië werden de renners Stefano Pirazzi en Nicola Ruffoni van Bardiani-CSF betrapt op doping. Hierdoor mochten zij niet starten. Bardiani kon geen vervangers meer oproepen en ging daardoor met zeven renners van start. Pirazzi en Ruffoni werden door Bardiani ontslagen.

## Etappeoverzicht
Tijdens deze 100ste editie werden zoveel mogelijk Italiaanse regio's aangedaan. De start vond plaats op Sardinië (meer bepaald Alghero) en bleef daar nog drie dagen. Deze editie bleef, op een zeer korte lus over Zwitsers grondgebied na, ook volledig binnen Italië.
| Datum  | Etappe             | Start-Finish                                 | Afstand (in km)    | Type                | Winnaar            | Ploeg               | Klassementsleider  |
| ------ | ------------------ | -------------------------------------------- | ------------------ | ------------------- | ------------------ | ------------------- | ------------------ |
| 5 mei  | 1                  | Alghero - Olbia                              | 206                | Vlakke rit          | Lukas Pöstlberger  | BORA-hansgrohe      | Lukas Pöstlberger  |
| 6 mei  | 2                  | Olbia - Tortolì                              | 221                | Heuvelrit           | André Greipel      | Lotto Soudal        | André Greipel      |
| 7 mei  | 3                  | Tortolì - Cagliari                           | 148                | Vlakke rit          | Fernando Gaviria   | Quick-Step Floors   | Fernando Gaviria   |
| 8 mei  | Rustdag Sicilië    | Rustdag Sicilië                              | Rustdag Sicilië    | Rustdag Sicilië     | Rustdag Sicilië    | Rustdag Sicilië     | Rustdag Sicilië    |
| 9 mei  | 4                  | Cefalù - Etna                                | 181                | Bergrit             | Jan Polanc         | UAE Team Emirates   | Bob Jungels        |
| 10 mei | 5                  | Pedara - Messina                             | 159                | Vlakke rit          | Fernando Gaviria   | Quick-Step Floors   | Bob Jungels        |
| 11 mei | 6                  | Reggio Calabria - Terme Luigiane             | 217                | Heuvelrit           | Silvan Dillier     | BMC Racing Team     | Bob Jungels        |
| 12 mei | 7                  | Castrovillari - Alberobello                  | 224                | Vlakke rit          | Caleb Ewan         | Orica-Scott         | Bob Jungels        |
| 13 mei | 8                  | Molfetta - Peschici                          | 189                | Heuvelrit           | Gorka Izagirre     | Movistar Team       | Bob Jungels        |
| 14 mei | 9                  | Montenero di Bisaccia - Blockhaus            | 149                | Bergrit             | Nairo Quintana     | Movistar Team       | Nairo Quintana     |
| 15 mei | Rustdag Umbrië     | Rustdag Umbrië                               | Rustdag Umbrië     | Rustdag Umbrië      | Rustdag Umbrië     | Rustdag Umbrië      | Rustdag Umbrië     |
| 16 mei | 10                 | Foligno - Montefalco                         | 39,8               | Individuele tijdrit | Tom Dumoulin       | Team Sunweb         | Tom Dumoulin       |
| 17 mei | 11                 | Florence (Ponte a Ema) - Bagno di Romagna    | 161                | Heuvelrit           | Omar Fraile        | Team Dimension Data | Tom Dumoulin       |
| 18 mei | 12                 | Forlì - Reggio Emilia                        | 229                | Vlakke rit          | Fernando Gaviria   | Quick-Step Floors   | Tom Dumoulin       |
| 19 mei | 13                 | Reggio Emilia - Tortona                      | 167                | Vlakke rit          | Fernando Gaviria   | Quick-Step Floors   | Tom Dumoulin       |
| 20 mei | 14                 | Castellania - Santuario di Oropa (Biella)    | 131                | Bergrit             | Tom Dumoulin       | Team Sunweb         | Tom Dumoulin       |
| 21 mei | 15                 | Valdengo - Bergamo                           | 199                | Heuvelrit           | Bob Jungels        | Quick-Step Floors   | Tom Dumoulin       |
| 22 mei | Rustdag Lombardije | Rustdag Lombardije                           | Rustdag Lombardije | Rustdag Lombardije  | Rustdag Lombardije | Rustdag Lombardije  | Rustdag Lombardije |
| 23 mei | 16                 | Rovetta - Bormio                             | 222                | Bergrit             | Vincenzo Nibali    | Bahrein-Merida      | Tom Dumoulin       |
| 24 mei | 17                 | Tirano - Canazei (Val di Fassa)              | 219                | Heuvelrit           | Pierre Rolland     | Cannondale-Drapac   | Tom Dumoulin       |
| 25 mei | 18                 | Moena (Val di Fassa) - Urtijëi (Val Gardena) | 137                | Bergrit             | Tejay van Garderen | BMC Racing Team     | Tom Dumoulin       |
| 26 mei | 19                 | Innichen - Piancavallo                       | 191                | Bergrit             | Mikel Landa        | Team Sky            | Nairo Quintana     |
| 27 mei | 20                 | Pordenone - Asiago                           | 190                | Bergrit             | Thibaut Pinot      | FDJ                 | Nairo Quintana     |
| 28 mei | 21                 | Circuit Monza - Milaan                       | 29,3               | Individuele tijdrit | Jos van Emden      | Team LottoNL-Jumbo  | Tom Dumoulin       |

## Klassementenverloop
| Etappe      | Winnaar            | Algemeen klassement | Puntenklassement    | Bergklassement       | Jongerenklassement  | Ploegenklassement |
| 1           | Lukas Pöstlberger  | Lukas Pöstlberger   | Lukas Pöstlberger 1 | Cesare Benedetti     | Lukas Pöstlberger 2 | BORA-hansgrohe    |
| 2           | André Greipel      | André Greipel       | André Greipel 3     | Daniel Teklehaimanot | Lukas Pöstlberger 2 | Orica-Scott       |
| 3           | Fernando Gaviria   | Fernando Gaviria    | André Greipel 3     | Daniel Teklehaimanot | Fernando Gaviria 4  | Quick-Step Floors |
| 4           | Jan Polanc         | Bob Jungels         | André Greipel 3     | Jan Polanc 6         | Bob Jungels 5       | Cannondale-Drapac |
| 5           | Fernando Gaviria   | Bob Jungels         | Fernando Gaviria    | Jan Polanc 6         | Bob Jungels 5       | Cannondale-Drapac |
| 6           | Silvan Dillier     | Bob Jungels         | Fernando Gaviria    | Jan Polanc 6         | Bob Jungels 5       | Cannondale-Drapac |
| 7           | Caleb Ewan         | Bob Jungels         | Fernando Gaviria    | Jan Polanc 6         | Bob Jungels 5       | UAE Team Emirates |
| 8           | Gorka Izagirre     | Bob Jungels         | Fernando Gaviria    | Jan Polanc 6         | Bob Jungels 5       | UAE Team Emirates |
| 9           | Nairo Quintana     | Nairo Quintana      | Fernando Gaviria    | Jan Polanc 6         | Davide Formolo      | Movistar Team     |
| 10          | Tom Dumoulin       | Tom Dumoulin        | Fernando Gaviria    | Jan Polanc 6         | Bob Jungels         | Movistar Team     |
| 11          | Omar Fraile        | Tom Dumoulin        | Fernando Gaviria    | Jan Polanc 6         | Bob Jungels         | Movistar Team     |
| 12          | Fernando Gaviria   | Tom Dumoulin        | Fernando Gaviria    | Omar Fraile          | Bob Jungels         | Movistar Team     |
| 13          | Fernando Gaviria   | Tom Dumoulin        | Fernando Gaviria    | Omar Fraile          | Bob Jungels         | Movistar Team     |
| 14          | Tom Dumoulin       | Tom Dumoulin        | Fernando Gaviria    | Tom Dumoulin 7       | Bob Jungels         | Movistar Team     |
| 15          | Bob Jungels        | Tom Dumoulin        | Fernando Gaviria    | Tom Dumoulin 7       | Bob Jungels         | Movistar Team     |
| 16          | Vincenzo Nibali    | Tom Dumoulin        | Fernando Gaviria    | Mikel Landa          | Bob Jungels         | Movistar Team     |
| 17          | Pierre Rolland     | Tom Dumoulin        | Fernando Gaviria    | Mikel Landa          | Bob Jungels         | Movistar Team     |
| 18          | Tejay van Garderen | Tom Dumoulin        | Fernando Gaviria    | Mikel Landa          | Adam Yates          | Movistar Team     |
| 19          | Mikel Landa        | Nairo Quintana      | Fernando Gaviria    | Mikel Landa          | Adam Yates          | Movistar Team     |
| 20          | Thibaut Pinot      | Nairo Quintana      | Fernando Gaviria    | Mikel Landa          | Adam Yates          | Movistar Team     |
| 21          | Jos van Emden      | Tom Dumoulin        | Fernando Gaviria    | Mikel Landa          | Bob Jungels         | Movistar Team     |
| Eindstanden | Eindstanden        | Tom Dumoulin        | Fernando Gaviria    | Mikel Landa          | Bob Jungels         | Movistar Team     |

 1  De paarse trui werd tijdens de 2e etappe gedragen door de Australiër Caleb Ewan, die tweede stond achter Lukas Pöstlberger.

 2  De witte trui werd tijdens de 2e etappe gedragen door de Belg Jasper Stuyven, die derde stond achter Lukas Pöstlberger en Caleb Ewan.

 3  De paarse trui werd tijdens de 3e etappe gedragen door de Australiër Caleb Ewan, die vierde stond achter André Greipel, Daniel Teklehaimanot en Lukas Pöstlberger.

 4  De witte trui werd tijdens de 4e etappe gedragen door de Oostenrijker Lukas Pöstlberger, die tweede stond achter Fernando Gaviria.

 5  De witte trui werd vanaf de 5e etappe tot en met de 9e etappe gedragen door de Brit Adam Yates, die tweede stond achter Bob Jungels.

 6  Omar Fraile en Jan Polanc hadden na afloop van de 11e etappe evenveel punten behaald; Polanc werd leider van het klassement, omdat hij vaker als eerste was aangekomen bij een beklimming van de eerste categorie.

 7  De blauwe trui werd tijdens de 15e etappe en 16e etappe gedragen door de Spanjaard Omar Fraile, die tweede stond achter Tom Dumoulin.

## Einduitslag

### Algemeen klassement
| Algemeen klassement |                    |                        |           |
| Plaats              | Naam               | Ploeg                  | Tijd      |
| Roze trui           | Tom Dumoulin       | Team Sunweb            | 90u34'54" |
| 2                   | Nairo Quintana     | Movistar Team          | + 31"     |
| 3                   | Vincenzo Nibali    | Bahrein-Merida         | + 40"     |
| 4                   | Thibaut Pinot      | FDJ                    | + 1'17"   |
| 5                   | Ilnoer Zakarin     | Team Katjoesja Alpecin | + 1'56"   |
| 6                   | Domenico Pozzovivo | AG2R La Mondiale       | + 3'11"   |
| 7                   | Bauke Mollema      | Trek-Segafredo         | + 3'41"   |
| 8                   | Bob Jungels        | Quick-Step Floors      | + 7'04"   |
| 9                   | Adam Yates         | Orica-Scott            | + 8'10"   |
| 10                  | Davide Formolo     | Cannondale-Drapac      | + 15'17"  |
|                     |                    |                        |           |
| 13                  | Maxime Monfort     | Lotto Soudal           | + 21'59"  |

### Nevenklassementen
| Puntenklassement |                      |                     |        |
| Plaats           | Naam                 | Ploeg               | Punten |
| Paarse trui      | Fernando Gaviria     | Quick-Step Floors   | 325    |
| 2                | Jasper Stuyven       | Trek-Segafredo      | 192    |
| 3                | Sam Bennett          | BORA-hansgrohe      | 117    |
| 4                | Daniel Teklehaimanot | Team Dimension Data | 100    |
| 5                | Lukas Pöstlberger    | BORA-hansgrohe      | 98     |
|                  |                      |                     |        |
| 6                | Tom Dumoulin         | Team Sunweb         | 80     |

| Bergklassement |                   |                     |        |
| Plaats         | Naam              | Ploeg               | Punten |
| Blauwe trui    | Mikel Landa       | Team Sky            | 224    |
| 2              | Luis León Sánchez | Astana Pro Team     | 118    |
| 3              | Omar Fraile       | Team Dimension Data | 104    |
| 4              | Nairo Quintana    | Movistar Team       | 70     |
| 5              | Pierre Rolland    | Cannondale-Drapac   | 70     |
|                |                   |                     |        |
| 8              | Tom Dumoulin      | Team Sunweb         | 55     |
| 13             | Dries Devenyns    | Quick-Step Floors   | 35     |

| Jongerenklassement |                 |                   |            |
| Plaats             | Naam            | Ploeg             | Tijd       |
| Witte trui         | Bob Jungels     | Quick-Step Floors | 90u41'58"  |
| 2                  | Adam Yates      | Orica-Scott       | + 1'06"    |
| 3                  | Davide Formolo  | Cannondale-Drapac | + 8'13"    |
| 4                  | Jan Polanc      | UAE Team Emirates | + 11'02"   |
| 5                  | Laurens De Plus | Quick-Step Floors | + 1u12'56" |

| Ploegenklassement (tijd) |                   |            |
| Plaats                   | Ploeg             | Tijd       |
| 1                        | Movistar Team     | 272u21'54" |
| 2                        | AG2R La Mondiale  | + 59'46"   |
| 3                        | FDJ               | + 1u19'56" |
| 4                        | Bahrein-Merida    | + 1u24'52" |
| 5                        | Cannondale-Drapac | + 1u27'19" |